# Classiconorroena
Classiconorroena è un'associazione culturale italiana che studia i rapporti tra civiltà classica e Europa del Nord. Dal 1991 pubblica la rivista Classiconorroena Archiviato il 3 gennaio 2014 in Internet Archive., attualmente anche in versione on line nel sito dell'associazione.
La costituzione di un'associazione con tali scopi, era negli auspici unanimi dei partecipanti al congresso internazionale Cultura classica e cultura germanica settentrionale, tenutosi nel 1985 presso l'ateneo di Macerata per conto di P. Janni, D. Poli, C. Santini, i cui atti sono editi sotto lo stesso titolo (Roma 1987, Editrice Herder).
Classiconorroena ha contribuito in prima persona ad organizzare i convegni su figure significative di questo rapporto tra mondo classico e germanico del Nord Europa quali Saxo Grammaticus (Saxo Grammaticus. Tra storiografia e letteratura, a cura di C. Santini, Roma 1992, il Calamo), Giovanni e Olao Magno (I fratelli Giovanni e Olao Magno. Opera e cultura tra due mondi, a cura di C. Santini, Roma 1999, il Calamo), la regina Cristina di Svezia (Cristina di Svezia e la cultura delle Accademie, a cura di D. Poli, Roma 2002, il Calamo), Adamo di Brema (Devotionis munus. La cultura e l'opera di Adamo di Brema, a cura di R. Scarcia e F. Stok, Pisa 2010, Edizioni ETS), dei cui Gesta Hammaburgensis Ecclesiae Pontificum l'associazione ha anche promosso la concordanza pubblicata a cura di L. Cardinali e M. P. Segoloni (2010) presso l'Editore Olms. Altre occasioni di studio e di comunicazioni scientifiche da parte degli aderenti alla società sono state rappresentate dal volume Tra testo e contesto. Studi di scandinavistica medievale, a cura di C. Santini, Roma 1994, il Calamo, e dagli atti del convegno Einar Löfstedt nei percorsi della linguistica e della filologia latina, a  cura di P. Poccetti, Pisa – Roma 2007, F. Serra Editore.
Ogni anno in primavera l'associazione tiene l'assemblea dei soci annuale presso l'Istituto svedese di studi classici a Roma.
| Controllo di autorità | VIAF (EN) 153295368 · ISNI (EN) 0000 0001 1504 1962 · LCCN (EN) no94031399 |